# Cabo Enniberg

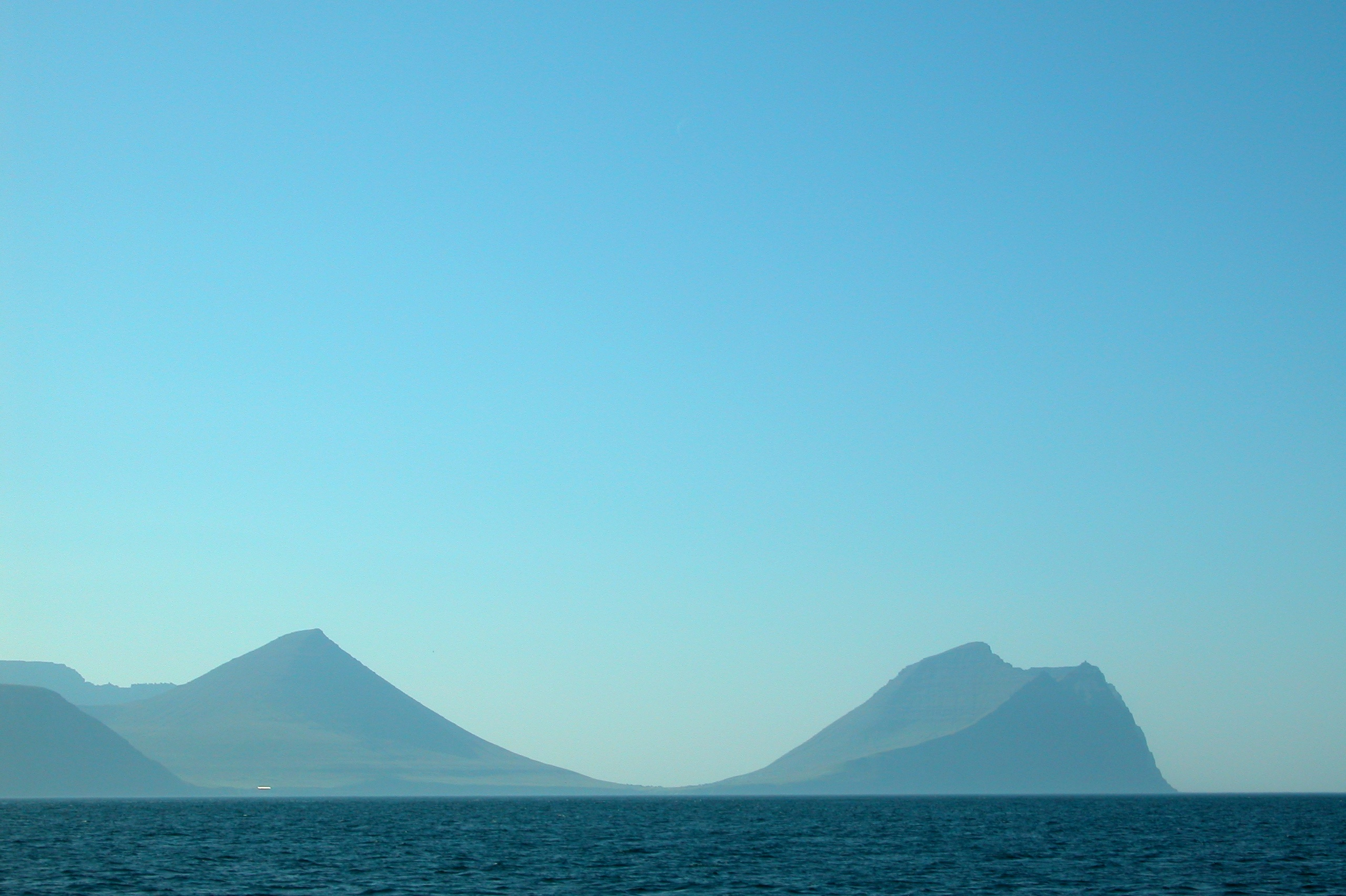
Cabo Enniberg (a la derecha)

El cabo de Enniberg es el punto más al norte de la isla de Viðoy, en las islas Feroe, Dinamarca. Con su acantilado de 754 m de caída al agua, es el segundo acantilado más alto de Europa.
- Wikimedia Commons alberga una categoría multimedia sobre Cabo Enniberg.

- Datos: Q585416
- Multimedia: Cape Enniberg / Q585416